# 팔 폴 푹 쿤
팔 폴 푹 쿤(Pal Paul Puk Kun, 2000년 2월 12일 ~ )은 남수단의 축구 선수로 최근까지 대한민국 K4리그의 울산시민축구단에서 수비수로 활동했으며 현재는 알 메릭 주바에서 뛰고 있다.